# 大山口車站
大山口車站（日语：／ Daisen'guchi eki */?）是一由西日本旅客鐵道（JR西日本）所經營的鐵路車站，位於日本鳥取縣西伯郡大山町，是JR西日本山陰本線沿線的一個無人小站，屬於中國統括本部所管轄的範圍。行駛於山陰本線上的快速列車鳥取快車（とっとりライナー）有部分班次會在本站停靠。
大山口車站的站名源自位於車站南邊、海拔1,729公尺的中國地方第一高峰——伯耆大山。但是山陰本線上其實還存在另一個實際上以伯耆大山為站名、重要度更高的車站（該站曾一度使用「大山」作為站名）。

## 大山口列車空襲事件

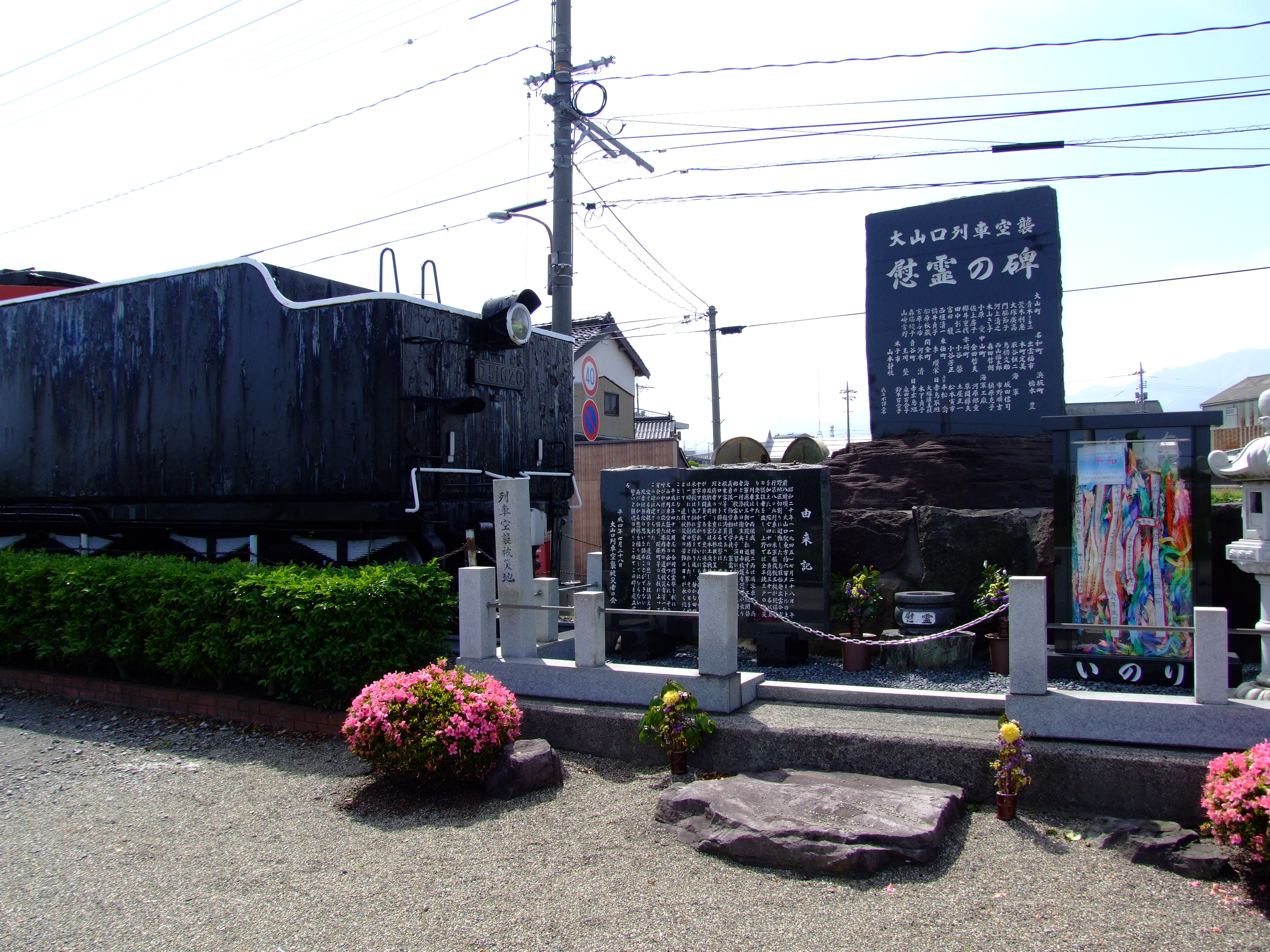
大山口列車空襲慰靈碑

在大山口車站西側不遠處可以見到一個立於1991年的「大山口列車空襲慰靈碑」（大山口列車空襲慰霊の碑），是紀念一場在1945年7月28日、二次大戰末期發生在大山口車站東側約600公尺處的空襲事件。在該場空襲中一列加掛傷兵載送用病客車的超滿載列車，遭到3架隸屬於美國海軍的航空母艦艦載機以機砲掃射，造成數十人死亡、受傷，被日本方面稱為「大山口列車空襲事件」，是繼湯之花隧道列車槍擊事件之後，日本規模第二大的列車遭空襲造成傷亡的事件。

## 車站結構
對向式2面2線月台，可進行列車交會的地上站、無人站。設有安全側線。

### 月台配置
| 月台 | 路線     | 方向 | 目的地         |
| ---- | -------- | ---- | -------------- |
| 1、2 | 山陰本線 | 上行 | 倉吉、鳥取方向 |
| 1、2 | 山陰本線 | 下行 | 米子、松江方向 |

## 相鄰車站
※快速「鳥取Liner」（下行有一部分，上行除1班外停靠）的相鄰停車站參見列車條目。
西日本旅客鐵道
 山陰本線
名和－大山口－淀江